# 舍夫琴科韋 (波迪利斯克區)
47°33′46″N 30°2′24″E / 47.56278°N 30.04000°E
舍夫琴科韋（烏克蘭語：Шевченкове）是位於烏克蘭西南部的村莊，由敖德萨州波季利斯克区的阿南伊夫市鎮負責管轄。該村始建於1895年，面積0.33平方公里，海拔高度181米，2001年人口73，人口密度每平方公里221.21人。